# Dějiny Univerzity Karlovy (1347–1740)

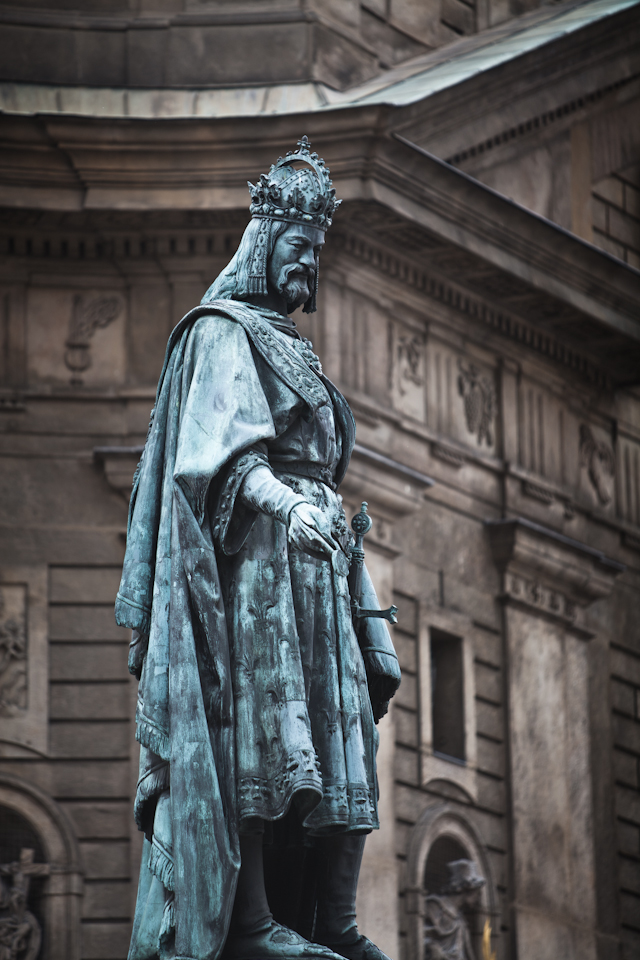
Pomník Karla IV. na Křižovnickém náměstí v Praze k 500. výročí založení univerzity (1848)

Dějiny Univerzity Karlovy tvoří důležitou část českých dějin a české kultury. Odrážejí se v nich osudy českého státu i vývoj myšlenky univerzity napříč staletími. Pro velký rozsah je téma rozděleno do několika částí podle historických období:
- Dějiny Univerzity Karlovy (1347–1740) – středověká, utrakvistická a barokní univerzita
- Dějiny Univerzity Karlovy (1740–1918) – rakouská státní univerzita
- Dějiny Univerzity Karlovy (1918–1945) – československá státní univerzita
- Dějiny Univerzity Karlovy (od 1945) – československá a česká veřejná univerzita

## Středověká univerzita 1347–1419

### Založení
O založení univerzity v Praze uvažoval už král Václav II. v roce 1294, ale narazil na odpor šlechty. V roce 1346, kdy se Karel IV. stal králem římským a českým, vyslal poselstvo k papeži se žádostí o povolení. Také díky podpoře arcibiskupa Arnošta z Pardubic vydal papež Klement VI. 26. ledna 1347 v Avignonu listinu, která „ustanovuje, aby ve městě Praze na věčné budoucí časy kvetlo obecné učení v kterémkoli povoleném oboru“ a zaručuje obecné uznávání licenciátu i magisterské hodnosti v celém křesťanském světě. Od tohoto roku už také začalo vyučování při několika klášterech a při katedrále.
Po schválení na zemském sněmu koncem března byla univerzita slavnostně založena Karlovou listinou ze dne 7. dubna 1348. Vzorem pro organizaci univerzity do čtyř fakult (artistické, teologické, právnické a lékařské) byla univerzita v Paříži, pro rozdělení na čtyři národy univerzita v Bologni, vzorem univerzity založené císařem byla univerzita v Neapoli. Císařským diplomem ze 14. ledna 1349 (tzv. Eisenašský diplom) dostala univerzita důležitá privilegia, zejména právo vydávat vlastní statut a osvobození od daní. Z této doby kolem roku 1350 pochází stříbrné pečetidlo se sv. Václavem a s nápisem Sigillum universitatis scholarium studii Pragensis. První statut byl schválen kancléřem univerzity, pražským arcibiskupem 10. dubna 1360, s připomenutím, že má být jedna univerzita a jeden rektor.

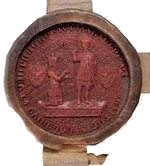
Pečeť Univerzity Karlovy

### První rozkvět
Přes různé daně mezi duchovenstvem, sbírky a dary ve prospěch univerzity se činnost rozbíhala pomalu a první magistr svobodných umění Jindřich z Libšic byl promován arcibiskupem Arnoštem z Pardubic až roku 1359. Teprve když sousední panovníci založili univerzity ve Vídni (1364) a v Krakově (1366) reagoval císař roku 1366 založením dobře dotované Karlovy koleje pro 12 magistrů artistické fakulty, z nichž dva měli povinnost vyučovat také teologii. Původní kolej stála zhruba v místech dnešní Filosofické fakulty UK. Kromě toho císař stanovil, aby na místa kanovníků u kostela Všech svatých na Pražském hradě byli nadále voleni jen univerzitní učitelé.

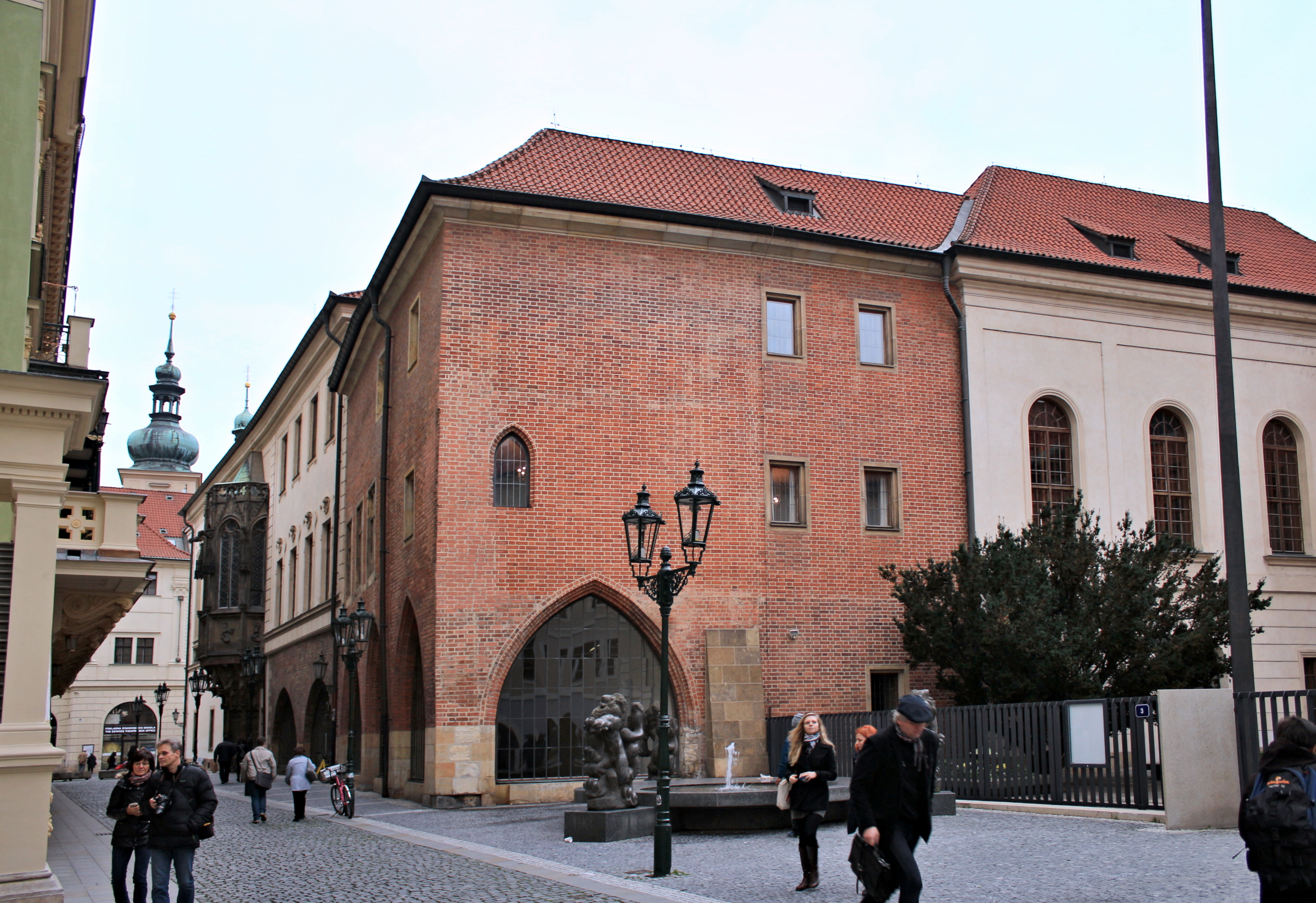
Historické jádro Karolina s Velkou aulou

Přes odpor arcibiskupa se roku 1372 oddělila právnická fakulta a do husitských válek měla vlastního rektora nebo zástupce. Roku 1373 získala vlastní kolej, někde poblíž dnešní Templové ulice. První kolej nejmenší, lékařské fakulty se dvěma mistry byla v dnešní Kaprově ulici. Roku 1383 věnoval král Václav IV. univerzitě velký palác patricijské rodiny Rotlevů, dnešní Karolinum, který se po úpravách roku 1386 stal sídlem rektora i koleje. Další koleje – například kolej Nazaretská, spojená s Betlémskou kaplí – vznikaly na Starém městě, první studentskou kolej založila na dnešním Ovocném trhu svou nadací roku 1397 polská královna Hedvika pro chudé studenty z Litvy. Kromě toho zde byla řada studentských domů (burs), například Černá růže na Příkopě.

### Národnostní konflikt a Dekret kutnohorský

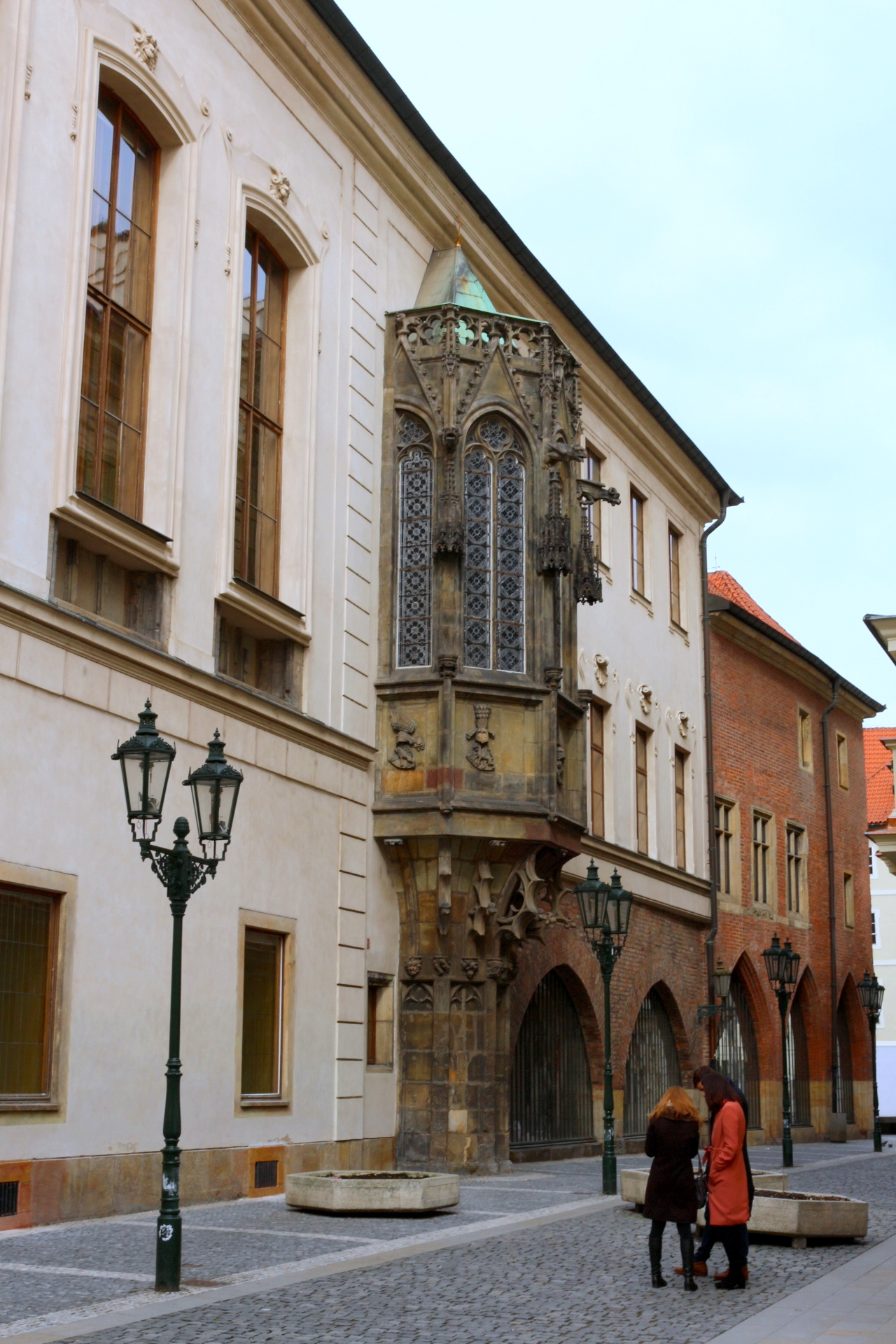
Karolinum, arkýřová kaple ve Velké aule, z doby kolem roku 1400

Národnostní a s ním spojené i názorové napětí se na pražské univerzitě začalo projevovat už od roku 1384, kdy si arcibiskupovi střídavě stěžovala česká i německá strana. Řada německých mistrů pak odešla do Heidelbergu, Kolína a Vídně. Roku 1391 byla s arcibiskupským svolením založena Betlémská kaple se dvěma místy pro české kazatele a jedním z nich ustanovil generální vikář roku 1402 Jana Husa. Roku 1409 univerzitní většina nedoporučila králi, aby se zúčastnil sněmu v Pise a Václav IV. pak přijal návrh české strany, aby se hlasovací poměry změnily v její – a tím i jeho – prospěch.
Tak vznikl slavný Dekret kutnohorský, který král musel prosadit tím, že jmenoval nového rektora. V důsledku toho odešlo z Prahy 500 až 800 akademiků, kteří založili univerzitu v Lipsku a posílili univerzity ve Vídni a Heidelbergu. Změnil se však i charakter univerzity: z původně zamýšleného univerzálního učiliště se stal „zemský ústav vystavený zásahům panovníka, šlechty i měst.“
Jan Hus se stal mistrem artistické fakulty roku 1396, roku 1401 jejím děkanem, 1404 bakalářem teologie a 1409 rektorem. Jeho učitelem byl hlavně Stanislav ze Znojma, nejbližšími přáteli Štěpán z Pálče, Jakoubek ze Stříbra a Křišťan z Prachatic. Ve sporech krále s arcibiskupem se postupně přiklonil na královu stranu a s arcibiskupem měl několik konfliktů, zejména v kampani proti odpustkům 1413. Když byli nakonec Hus (1415) a Jeroným Pražský (1416) upáleni, šlechta i města se velkou většinou postavila na jejich obhajobu a 1417 se univerzita slavnostně přihlásila k přijímání podobojí. Papežský zákaz vyučování z roku 1418 už mohla ignorovat.

### Významní učitelé
- Havel ze Strahova, mistr a první učitel přírodních věd. dvorní lékař, astronom, matematik, (14. století)
- Jan Hus; teolog a reformátor (asi 1370–1415)
- Jan z Jesenice; právník († asi 1420)
- Jenek z Prahy; filosof a matematik (14. století)
- Klaret, Bartoloměj z Chlumce; lexikograf, teolog, lékař (14. století)
- Křišťan z Prachatic; teolog, astronom, matematik (1370–1439)
- Jan Šindel; matematik, astronom a lékař (asi 1375–1444)
- Konrád von Soltau; teolog, nominalista (1350–1407)

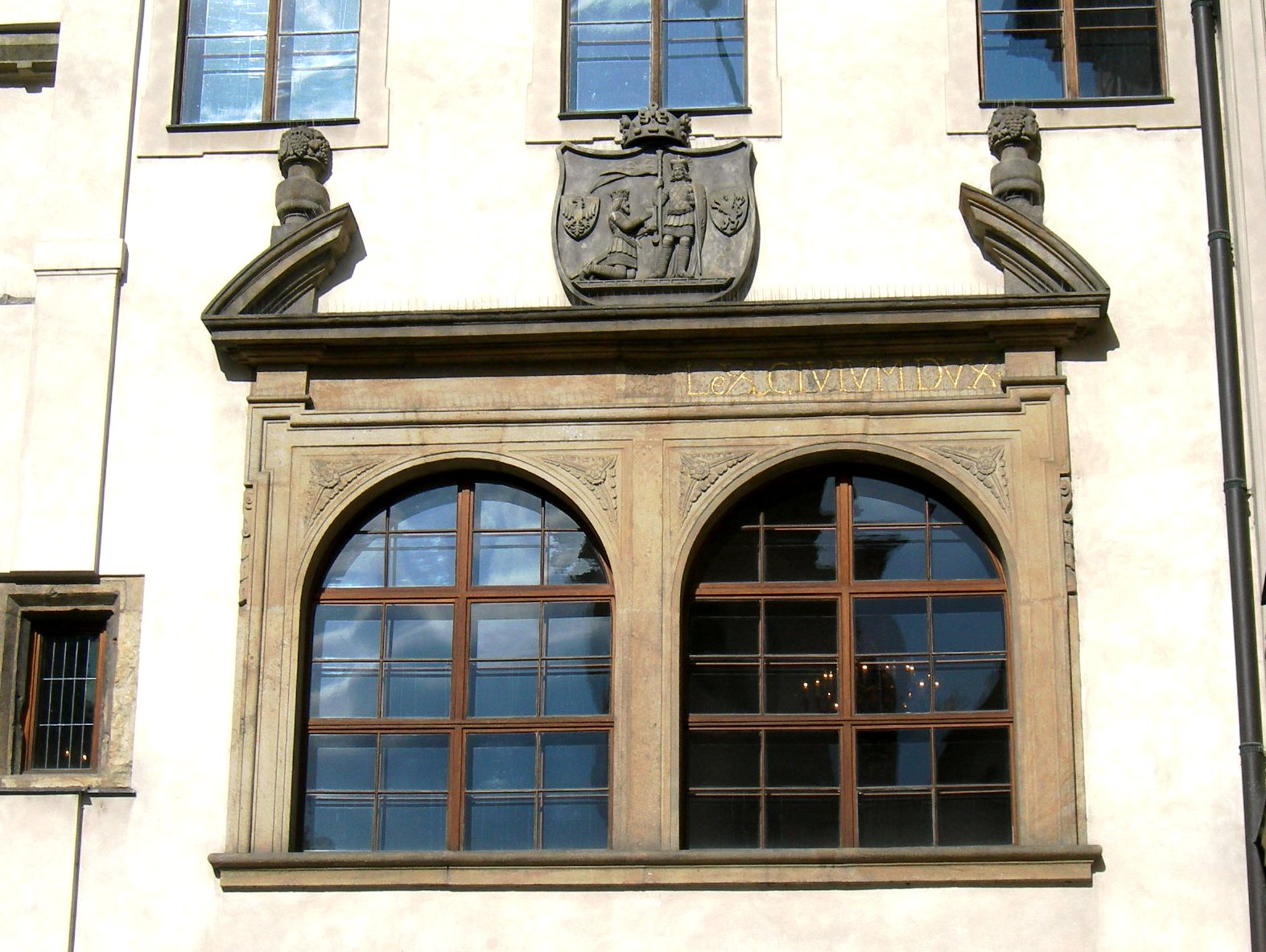
Renesanční okno v západní stěně Karolina

## Zemská univerzita 1419–1622
Po smrti Václava IV. se univerzita stala nejvyšší autoritou kališnické víry, musela však čelit tlaku radikálů (včetně M. Jakoubka), kteří světské vzdělání a latinu – po vzoru Wiklefově – zpochybňovali, odmítali nebo dokonce pokládali za hřích. Její učitelé se ještě podíleli na formulaci Pražských artikulů, ale po smrti Jana Želivského (1422) byli mistři uvězněni a vyhnáni, koleje i kostely zpustošeny. Teprve roku 1431 se situace uklidnila, ale k první promoci došlo až 1440 a na univerzitě tehdy nebyl ani jeden mistr teologie či práv. Oboustranná snaha o smír s papežem vedla roku 1447 k papežskému uznání a obnovení činnosti. Jenže už roku 1448, když Prahu dobyla strana Jiřího z Poděbrad, vypukly nové spory a protože učitelé i studenti měli přísahat, že budou dodržovat kompaktáta, všichni cizinci i řada domácích univerzitu opět opustili. Univerzita se pak omezila jen na artistickou fakultu a téměř splynula s „dolní konzistoří“, biskupskou kanceláří podobojí.
Univerzita i její koleje ztratily v husitských válkách většinu svého majetku a i když během 15. století získala několik domů a vesnic, v letech 1471–1526 pocházeli všichni studenti z utrakvistické části Čech; nikdo z jiných zemí, nikdo z Moravy. Po roce 1500 sílily také hlasy, které kritizovaly žalostný stav univerzitní výuky: podle týnského faráře Jakuba je to „rezavý klenot“ a tak řada nadaných lidí odcházela studovat jinam. Konzervativní univerzita se proti katolickému panovníkovi opírala nakonec jen o města, tím však zcela závisela na politických převratech na radnicích, zejména staroměstské. Spolu s odbojnými městy byla pak také potrestána Ferdinandem I. po roce 1547.

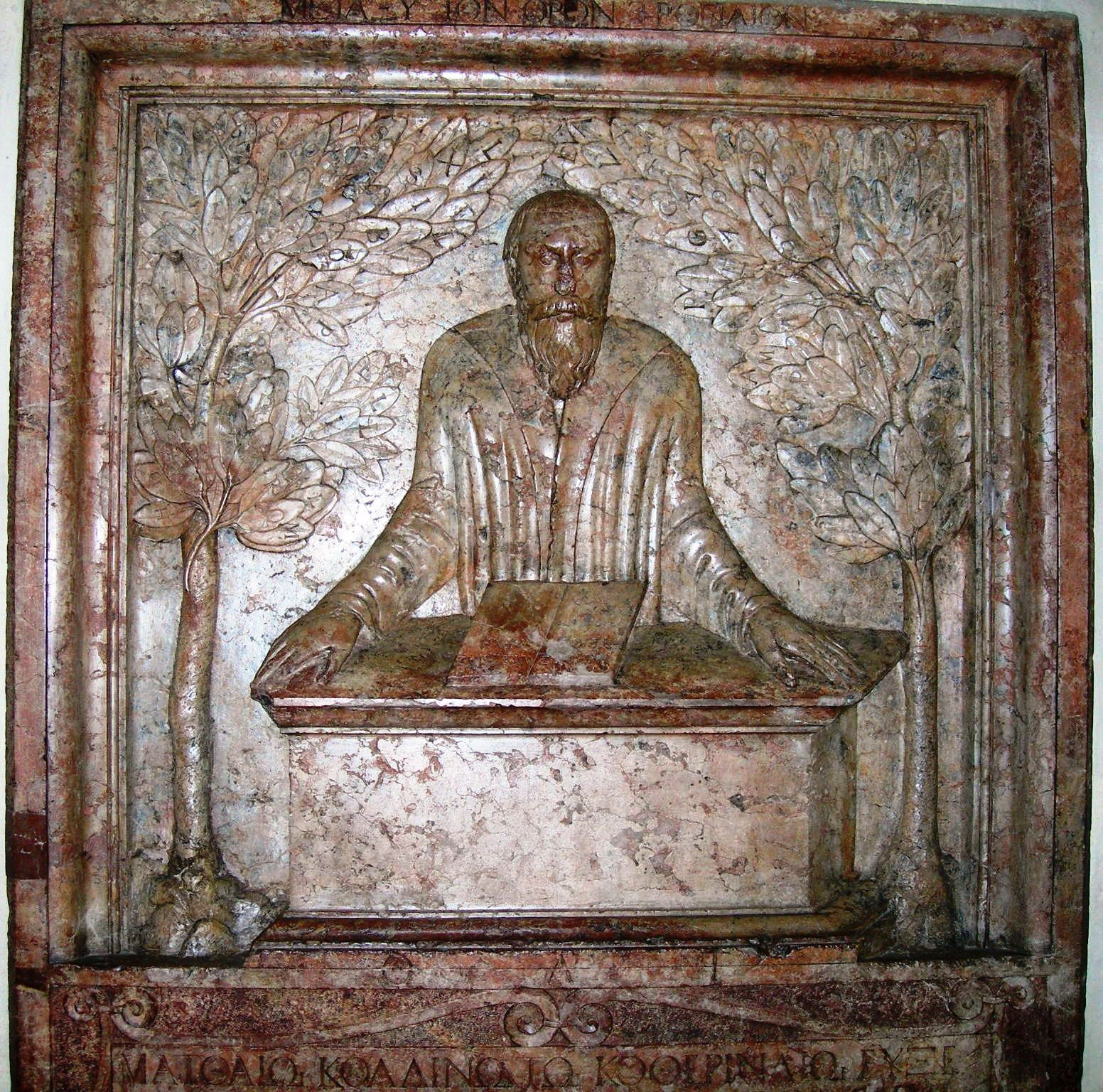
Pamětní deska M. Collina, 1566
(Velká aula Karolina)

Roku 1537 dostala univerzita velký dar na zřízení stolice řečtiny. Protože jiní kandidáti nabídku odmítli, přijala univerzita roku 1541 Melanchthonova žáka Matouše Collina z Chotěřiny, který četl a překládal Homéra, Vergilia a Plauta, ale také Erasma Rotterdamského. Pro spory s kolegy, kteří ho obviňovali z luteránství, musel 1558 univerzitu opět opustit; jeho pamětní deska z roku 1566 je dnes umístěna v aule Karolina. Izolovaná a oslabená univerzita nebyla schopna změny, jak ji nové podmínky vyžadovaly; nicméně zejména ke konci 16. století spravovala mimořádně rozsáhlou síť městských latinských škol, jejichž žáci se formálně na univerzitu zapisovali.

### Významní učitelé
- Zigmund Antoch z Helfenberka; filosof a matematik (1508–1552)
- Martin Bacháček z Nouměřic; matematik, astronom, geograf (1541–1612)
- Daniel Basilius z Deutschenberka; astronom (1585–1626)
- Vavřinec Benedikt z Nudožer; jazykovědec a matematik (1555–1615)
- Marek Bydžovský z Florentina; matematik, historik (1540–1612)
- Petr Codicillus z Tulechova; Matematik, astronom (1533–1589)
- Matouš Collinus z Chotěřiny; humanista, teolog (1516–1566)
- Václav Fabri z Budějovic; astronom, matematik, teolog, (1460–1580)
- Tadeáš Hájek z Hájku; astronom, lékař, botanik, (1525–1600)
- Mistr Hanuš (Jan Růže); zámečník, mechanik, hodinář (kolem 1490)
- Ján Jesenský; lékař (1566–1621)
- Viktorin Kornel ze Všehrd; právník (1460–1520)
- Jan z Lübecku; německý teolog, překladatel Husových spisů do němčiny (asi 1430–1502)

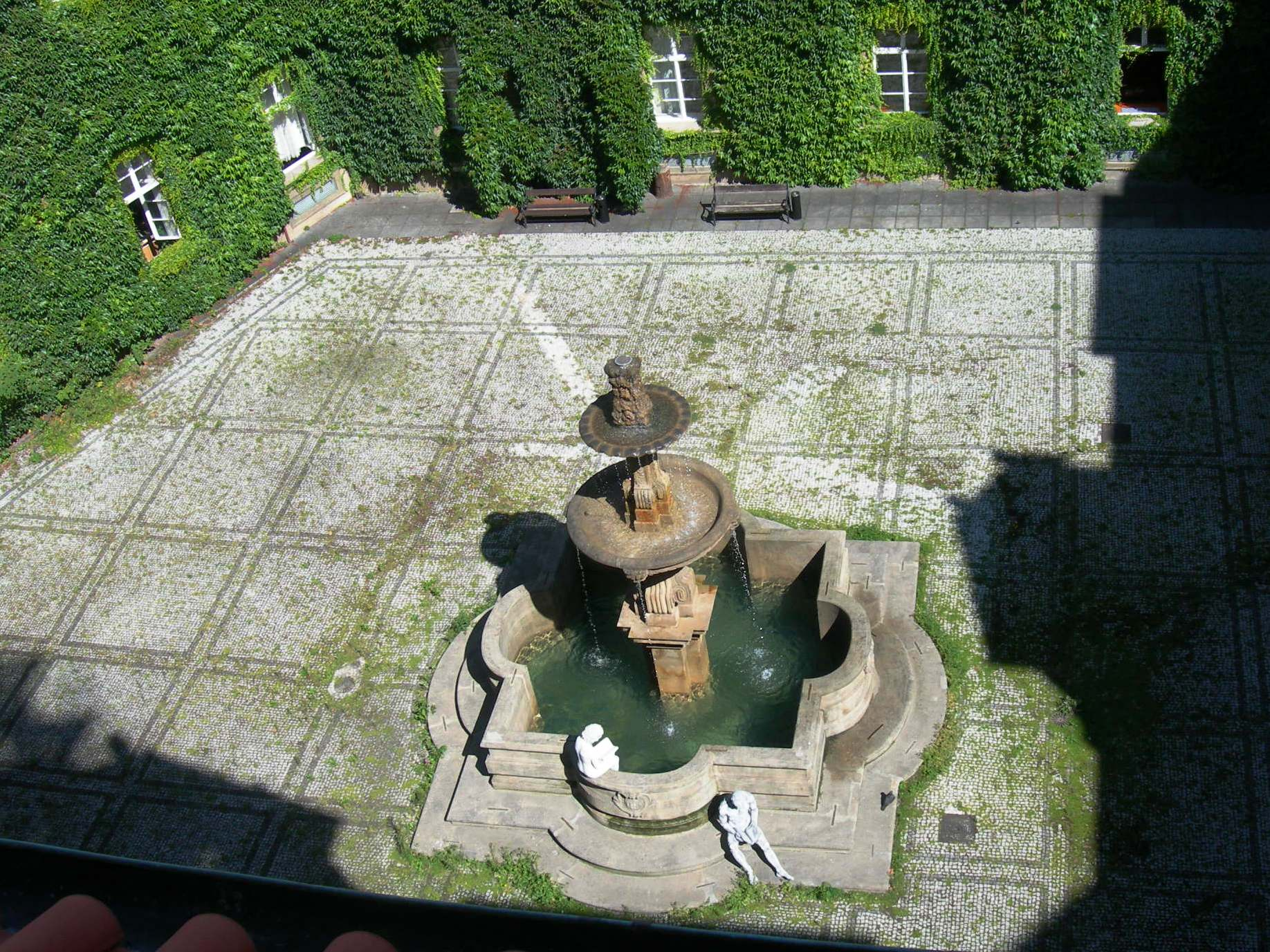
„Révový dvůr“ Klementinské koleje (dnes Národní knihovna ČR)

## Jezuitská univerzita 1622–1638
Roku 1556 se v Praze, na místě dnešního Klementina, usadili jezuité a zřídili zde nejprve střední a pak i vysoké učení. Král Ferdinand I. Habsburský jim k tomu 1562 udělil značná privilegia, jež potvrdil i Rudolf II. 1581 a roku 1616 povýšil císař Matyáš jezuitskou akademii na univerzitu. Ročně se na ni zapisovalo jen něco kolem 50 studentů, měla však stále větší prestiž a studenti pocházeli z těch nejvlivnějších rodin, často protestantských.
Jezuitská univerzita byla v mnoha ohledech opakem univerzity podobojí. Na rozdíl od samosprávné středověké „obce scholárů“ byla pevně řízena prefektem, rektorem a provinciálem, obsah i metody výuky byly přesně stanoveny, studenti měli množství povinností, univerzita kladla velký důraz na latinu a další jazyky, měla bohaté mezinárodní styky a rostoucí podporu šlechty i panovníků. Odpovídala tedy duchu doby, která v únavě z náboženských válek v Německu, ve Francii i v Anglii většinou směřovala k absolutistickým monarchiím.
Za stavovského povstání 1618 byli jezuité z Prahy vypovězeni, roku 1620 se však vrátili a roku 1622 z rozhodnutí panovníka převzali i Karlovu univerzitu. Proti tomu se však postavil pražský arcibiskup Jan Lohel a ještě ostřeji jeho nástupce Arnošt Vojtěch z Harrachu, jehož stanovisko podpořila i papežská kurie. Základem arcibiskupovy argumentace bylo tvrzení, že Karlovu univerzitu nezaložil Karel IV., nýbrž už roku 1347 papež, takže císař ji nemůže ani zrušit. V následujících letech si pak arcibiskup zřídil vlastní kněžský seminář, podobně jako některé řeholní řády.

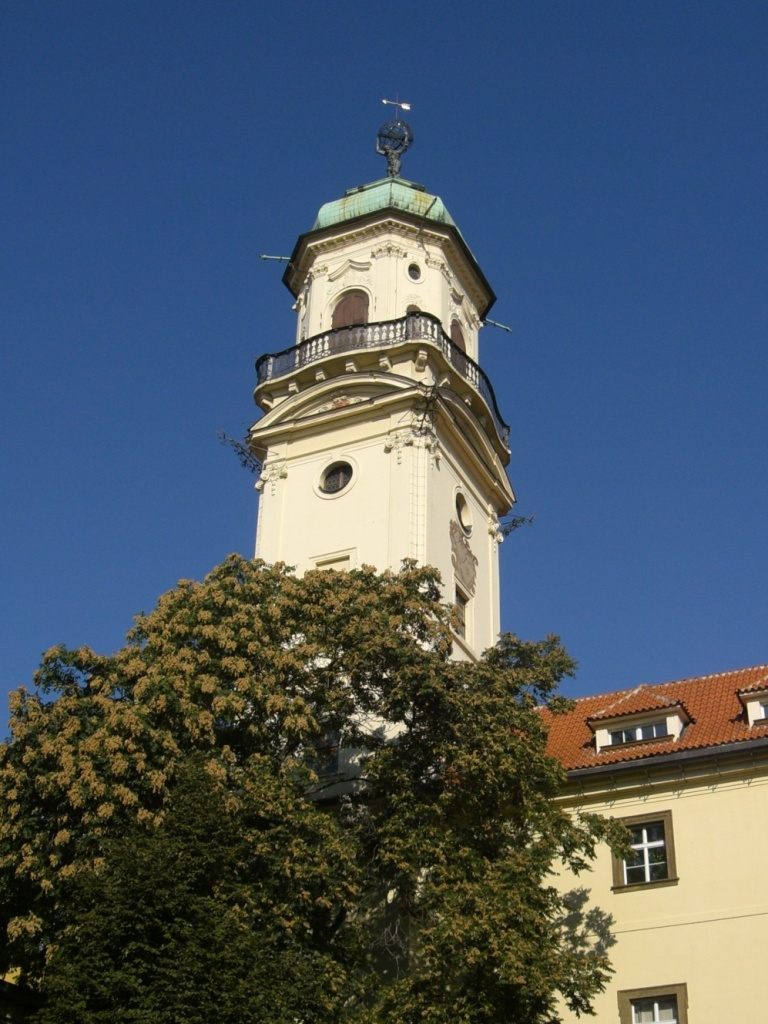
Astronomická věž Klementina

### Významní učitelé
- Valentin Koruna
- Martin Středa

## Univerzita Karlo-Ferdinandova 1638–1740
Roku 1638 císař Ferdinand III. Karolinum odebral jezuitům a obnovil právnické a lékařské studium, ovšem pod císařským protektorem. Vleklá jednání mezi císařskou a arcibiskupovou stranou urychlila úspěšná obrana Starého města proti Švédům 1648, na níž se podíleli studenti obou kolejí. Ti pak také společně žádali o sjednocení pražské univerzity. Roku 1654 císař prosadil dohodu všech stran o vytvoření jedné univerzity Karlo-Ferdinandovy se čtyřmi fakultami, přičemž fakulta filosofická a teologická zůstala ve správě jezuitů, arcibiskup byl potvrzen ve funkci kancléře, kterou však v praxi obvykle vykonával rektor.
Vedení univerzity tvořil magistrát, složený z rektora, děkanů, jejich zástupců a císařem jmenovaného superintendenta. Panovník tak výrazně zasáhl do univerzitního života a i později omezoval jeho autonomii. Rektora na dvouleté období volil magistrát, střídavě z jednotlivých fakult; pokud byla řada na jezuitských fakultách, byl jím obvykle rektor Klementina. Privilegované postavení jezuitů opakovaně kritizovali příslušníci jiných řádů, zejména dominikánů, od počátku 18. století byla univerzita předmětem kritiky i za to, že se omezuje na zastaralé akademické předměty a neučí živé jazyky, profesoři práv zanedbávají veřejné přednášky a věnují se placeným kurzům mimo univerzitu.

### Významní učitelé
- Josephus Bergmann; jezuita, matematik, astronom (1723–1825)
- Jan Bedřich Breiner; astronom, (1583–1638)
- Alexio Leopold Čabak; astronom, optik (1685–1757)
- Jakub Jan Václav Dobřenský z Černého Mostu (1623–1697), lékař a přírodovědec
- Jan Marek Marci; lékař, matematik a fyzik (1595–1667)